# Context-adaptive binary arithmetic coding
Context-adaptive binary arithmetic coding ou CABAC que l'on peut traduire par codage arithmétique binaire adaptable au contexte est un type de codeur entropique utilisé dans la norme de compression vidéo H.264/AVC ainsi que dans la norme H.265/HEVC. Il s'agit d'un codeur arithmétique dont la compression est dite sans perte.

## Algorithme
Le CABAC possède de nombreux modes de probabilités pour différents contextes. Tout d'abord, il convertit tous les symboles non-binaires en symboles binaires. Puis, pour chaque bit, le codeur sélectionne le modèle de probabilité le plus adapté et utilise les informations des éléments voisins pour optimiser l'estimation de la probabilité. Le codage arithmétique est ensuite appliqué pour compresser les données résultantes.

## Application dans la norme H.264
Dans la norme H.264, il existe deux codeurs entropiques qui se distinguent des autres normes vidéo : CAVLC ( (en)Context-adaptive variable-length coding) et CABAC ((en) Context-adaptive binary arithmetic coding). Ce dernier n'est pas utilisé dans tous les profils de codage définis par la norme : il est seulement supporté dans le profil Main et des profils supérieurs, c'est-à-dire supérieurs par le débit qu'ils autorisent. La raison est due à la complexité du CABAC qui nécessite une grande quantité de ressources pour traiter et décoder les données, en comparaison avec des algorithmes similaires. En comparaison, le CAVLC est moins exigeant au niveau des ressources, c'est pourquoi il est présent sur tous les profils et les plus petites plateformes (par exemple les mobiles).
Il est également difficile de paralléliser les différents traitements à cause de leur dépendance avec les autres contextes précédemment calculés. 
Mais malgré sa complexité, CABAC fournit de meilleurs résultats de compression que la plupart des algorithmes d'encodage utilisés dans l'encodage vidéo ce qui fait de lui l'un des premiers avantages du schéma d'encodage de la norme H.264. En effet, son gain par rapport à CAVLC est d'environ 10 % dans des conditions similaires.